# Giuseppe Paratore
Giuseppe Paratore (Palermo, 31 maggio 1876 – Roma, 26 febbraio 1967) è stato un avvocato e politico italiano, deputato, sottosegretario e Ministro delle poste e dei telegrafi nel Regno d'Italia, è stato membro dell'Assemblea Costituente, Senatore della Repubblica (prima elettivo, poi a vita), Presidente del Senato.

## Biografia
Nato a Palermo da famiglia originaria di Milazzo, da giovane era stato segretario particolare ed esecutore testamentario di Francesco Crispi.
Massone, di idee liberali, venne eletto per la prima volta deputato del Regno nel 1909 nel collegio di Milazzo, quando prevalse sul giolittiano Ludovico Fulci. Fu rieletto deputato ininterrottamente fino al 1929, per un totale di sei legislature.
Occupò le cariche di Sottosegretario per l'Industria, Commercio e Lavoro e commissario all'approvvigionamento delle materie prime dal gennaio al giugno 1919 nel Governo Orlando e quindi di Sottosegretario alle Colonie dal marzo al maggio 1920 nel Governo Nitti II.
È stato Ministro delle poste e dei telegrafi dello stesso Governo Nitti II dal 21 maggio al 15 giugno 1920 e Ministro del Tesoro del Governo Facta II dal 1º agosto al 31 ottobre 1922.
Si ritirò dalla politica attiva nel 1929, con l'avvento del regime fascista.
Eletto nel 1946 all'Assemblea Costituente nel collegio unico nazionale, nella lista Unione Democratica Nazionale, fu Vicepresidente della Seconda Commissione per l'Esame dei Disegni di Legge dal 9 settembre 1947 al 31 gennaio 1948.
Non partecipò alle politiche del 1948 in quanto nominato direttamente al Senato in base alla III disposizione transitoria della Costituzione (Deputato con sei elezioni: legislature 23ª, 24ª, 25ª, 26ª, 27ª e Assemblea Costituente). Nominato Presidente del Senato della Repubblica il 26 giugno 1952, durante la I Legislatura, si dimise il 24 marzo 1953, a seguito del violento ostruzionismo contro la legge truffa. Fu nominato senatore a vita dal Presidente della Repubblica Giovanni Gronchi il 9 novembre 1957 per meriti scientifico-sociali.
Studioso di economia finanziaria, era stato presidente dell'IRI dal 1946 al 1947. Pubblicò diversi saggi: La responsabilità dell'armatore (1914), Note di politica monetaria (1925), La politica del denaro (1930). Fu Presidente dell'Assonime (Associazione fra le Società Italiane per Azioni) dal 1945 al 1952 e dal 1957 al 1959. Il 14 marzo 1966 gli fu conferita la medaglia d'oro al merito della pubblica finanza.
Venne sepolto al cimitero del Verano.